# Parachartergus lenkoi
Parachartergus lenkoi är en getingart som beskrevs av Richards 1978. Parachartergus lenkoi ingår i släktet Parachartergus och familjen getingar. Inga underarter finns listade i Catalogue of Life.